# 新烏克蘭卡
新烏克蘭卡（羅馬化：Novoukrainka）是乌克兰基洛夫格勒州新烏克蘭卡區新乌克兰卡市镇内的城市，为该区及该市镇的行政中心。該市距離州府克羅皮夫尼茨基70公里，始建於1770年，面積20.6平方公里，海拔高度139米，2022年人口数量为16,080人。

## 图集

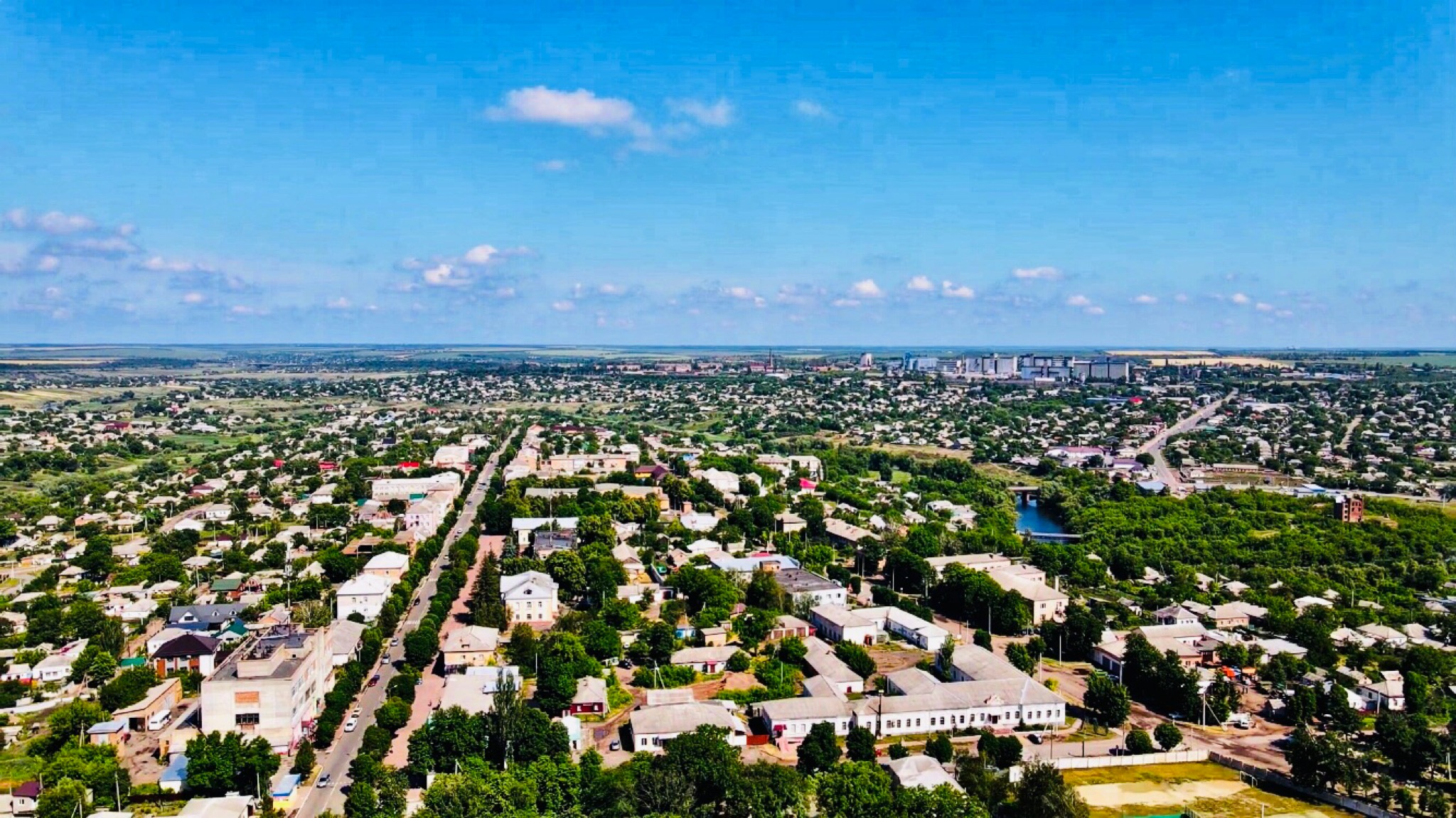